# Liste des Justes de la Somme
La liste des Justes de la Somme comporte à ce jour quinze personnes ayant reçu le titre de « Juste parmi les nations » par le Comité pour Yad Vashem, dont le nom figure sur le Mur d'honneur du Jardin des Justes, résidant dans le département français de la Somme, pendant la Seconde Guerre mondiale

## Justes du département de la Somme
| Nom                              | commune                          | Année | Source |
| -------------------------------- | -------------------------------- | ----- | ------ |
| BÉAL née MAGNIER Palmire         | Bouquemaison                     | 2002  |        |
| BÉAL Paul                        | Bouquemaison                     | 2002  |        |
| COUVRET-DAMEVIN Pierre           | Argoules                         | 1989  |        |
| GRAIN Roger                      | Nesle                            | 2000  |        |
| GRAIN née SEGUET Victorine       | Nesle                            | 2000  |        |
| HUBERT Blanche                   | Bouzincourt                      | 2001  |        |
| HUBERT Clovis                    | Bouzincourt                      | 2001  |        |
| HUBERT Jacques                   | Bouzincourt                      | 2001  | ,.     |
| LEVEUGLE née CARLEVARIS Angélina | Amiens                           | 2000  |        |
| MICHELIS Madeleine               | Amiens                           | 1998  | [ 2 ]  |
| MONNIER Charles                  | Beauchamps                       | 2004  |        |
| MONNIER née DUHAMEL Marie        | Beauchamps                       | 2004  |        |
| PAPILLON Thérèse                 | Argoules (Abbaye de Valloires)   | 2016  | [ 3 ]  |
| ROSENTIEHL Alice                 | Ailly-sur-Somme                  | 1996  |        |
| VÉRITÉ née BACHELIER Renée       | Moyenneville (hameau de Bienfay) | 1995  | ,      |

## Pour approfondir